# Neumannmühle (Oderwitz)
Die Neumannmühle ist die jüngste von drei erhaltenen Bockwindmühlen in Oderwitz.
Ursprünglich wurde die Mühle um 1850 im böhmischen Ullersdorf errichtet. Allerdings wurde sie 1867 mithilfe von 18 Pferdegespannen zu ihrem jetzigen Standort auf dem 386 Meter hohen Kühnelsberg transportiert.
Die Flügel der Mühle sind je neun Meter lang und 750 Kilogramm schwer. Über im Boden eingelassene Schienen kann das Flügelrad in den Wind gedreht werden. Insgesamt verfügt die Mühle über ein Fassungsvermögen von 5000 Kilogramm Korn. Eine Backstube befand sich im angrenzenden Mühlenhaus.
1956 wurde die Mühle außer Dienst gestellt. 1991 wurde die Neumannmühle zusammen mit der Berndtmühle und der Birkmühle mit dem Europa-Nostra-Preis für herausragende Leistungen im Bereich der Erhaltung von Kulturerbe ausgezeichnet. Im Zuge der Sanierung durch den Förderverein Oberoderwitzer Bockwindmühlen e.V. erhielt die Mühle 2010 eine neue Außenhaut und neue Flügel. Sie kann heute von Touristen besichtigt werden.